# إدارة تجارية
الإدارة التجارية أو إدارة الأعمال التجارية هي التخصصات التجارية غير التقنية في الشركة أو المنظمة، خصوصًا إدارة الإيرادات والنفقات المخصصة لتحقيق عائد مالي. ويعود أصل هذا المصطلح إلى قطاعات الدفاع والتشييد التي ظهرت في تسعينيات القرن العشرين في المملكة المتحدة.
ولا تطبق الإدارة التجارية إلا على مستويات السياسة العامة. وترتبط السياسات التجارية بالقواعد أو الممارسات التي تحدد كيفية تصريف الأعمال والشروط القياسية التي تدار العلاقات الخارجية في إطارها. وينعكس كثير من هذه السياسات في شروط العقد التي تتقيد به المؤسسة. وعلى مستوى المعاملات، تطبق الإدارة التجارية عن طريق الإشراف على العلاقات التجارية لضمان امتثالها لأهداف وسياسات العمل ولفهم أو إدارة الآثار المالية ونتائج المخاطرة عند أي تغيرات.
وتعرّف الإدارة التجارية في معهد الإدارة التجارية بأنها: «تحديد وتطوير الفرص التجارية والإدارة المربحة للمشاريع والعقود من البداية إلى النهاية.»

## لفظ
تتكون إدارة الأعمال التجارية من أداء أو إدارة العمليات التجارية عمل تجاري وذلك لاتخاذ أو تنفيذ قرارات هامة. ويمكن تعريف الإدارة كعملية عالمية لتنظيم الناس والموارد بكفاءة من أجل توجيه الأنشطة نحو الغايات والأهداف المشتركة.
فكلمة administration مشتقة من الكلمة الإنكليزية في العصور الوسطى administracioun والتي بدورها مشتقة من الكلمة الفرنسية  administration والتي هي بدورها مشتقة من الكلمة اللاتينية administratio المركبة من المقطع  ad بمعنى («لِ») وministratio بمعنى («إسداء خدمة»).
يطلق لفظ المسئول الإداري كمسمى وظيفي لمدير عام أو سكرتير  شركة ما الذي يقدم تقارير لمجلس إدارة الشركة وأصبح هذا اللفظ   مهجورا، ولكن في العديد من المؤسسات يستخدم هذا اللفظ مع مجالات الخدمات المالية وشؤون الموظفين وإدارة نظم المعلومات، إذا قصد به مصطلح «الإدارة».
وفي بعض التحليلات التنظيمية، تعتبر الإدارة مجموعة فرعية من الشؤون الإدارية، وخصوصاً المرتبطة بالعناصر الفنية والدنيوية ضمن عملية المنظمة. وهي تقف متميزة عن العمل التنفيذي أو الاستراتيجي.
وفي غيرها من التحليلات التنظيمية يمكن أن تشير الإدارة إلى أداء المهام الدنيوية البيروقراطية أو التنفيذية  وعادة ما تكون موجهة ومتفاعلة داخليا أكثر من كونها استباقية.

## تاريخ
تأسست أول كلية تجارة عالمياً "the École Supérieure de Commerce de" في باريس - فرنسا عام 1791م. وتأسست أول كلية تجارة في الولايات المتحدة " the Wharton School " التابعة لجامعة بنسلفانيا، في عام 1881م. وبشكل متواصل أنشئت أكبر كلية تجارة فرنسية "HEC" في عام 1881م، في حين أنشأت كلية هارفارد للتجارة في عام 1908م بعد سنة واحدة فقط من تأسيس كلية التجارة "ESSEC" المرموقة في فرنسا.

## الوظائف الإدارية
ينخرط المسئولون الإداريون بشكل عام في مجموعة مشتركة من المهام لتلبية أهداف المنظمة. ووصفت هنري فيول هذه «الوظائف» «بالعناصر الخمسة للإدارة» (المكتوبة بالخط الغامق أدناه).
- التخطيط  - هو التقرير المسبق لما يجب القيام به، وكيف ومتى نقوم به ومن يتوجب عليه القيام به. ويوضح الطريق للمكانة التي عليها المنشأة وإلى أين تصبو إليها. وتتضمن مهمة التخطيط وضع الأهداف وترتيبها ترتيبا منطقيا. كما يشارك المسئولون في التخطيط قصير المدى وطويل المدى.
- التنظيم  -ينطوي على تحديد المسؤوليات المراد تنفيذها وتوزيع المسؤوليات إلى أقسام أو شعب وتحديد العلاقات التنظيمية. والغرض من ذلك تحقيق جهود منسقة بين جميع العناصر في المنشأة (التنسيق). ويجب أن يأخذ التنظيم في الاعتبار تفويض السلطة والمسؤولية، ومجال التحكم ضمن الوحدات الإشرافية.
- التوظيف-يعني شغل المناصب الوظيفية بالأشخاص المناسبين في الوقت المناسب. ويشمل على تحديد الاحتياجات الوظيفية وكتابة مواصفات الوظائف وتعيين وفرز screening الأشخاص لشغل المناصب.
- التوجيه (القيادة)-.هو توجيه الأشخاص على نحو يحقق أهداف المنظمة. وهذا ينطوي على التوزيع المناسب للموارد وتوفير نظام دعم فعال. ويتطلب التوجيه مهارات استثنائية ومهارات التعامل مع الآخرين والقدرة على تحفيز الناس. وإحدى القضايا الحاسمة في التوجيه هي إيجاد التوازن الصحيح بين التركيز على احتياجات الموظفين والتركيز على الإنتاج الاقتصادي.
- التحكم-وهي وظيفة تقوم بتقييم نوعية في جميع المجالات، وتكشف عن الانحرافات المحتملة أو الفعلية في خطة المنشأة. ويضمن هذا أداء عالي الجودة ونتائج مرضية مع الحفاظ على بيئة عمل منظمة وخالية من المشاكل. وتشمل عملية التحكم على إدارة المعلومات، وقياس الأداء، ومؤسسة للإجراءات التصحيحية.
- الميزانية - وهي مستثناه من القائمة أعلاه، وتشترك مع معظم المهام الإدارية، بدءاً بتنفيذ خطة الميزانية من خلال تطبيق ضوابط الميزانية.

## وصلات خارجية
- ICM: Institute of Commercial Management
- IACCM: International Association for Contract and Commercial Management